# 멜로디 (브라질의 가수)
멜로디(Melody, 본명: 가브리엘라 아브레우 세베리누(포르투갈어: Gabriella Abreu Severino), 2006년 1월 4일 ~ )는 브라질의 가수이다.